# Urbano Rattazzi
Urbano Rattazzi, född 29 juni 1810 i Alessandria, död 5 juni 1873 i Frosinone, var en italiensk politiker, gift med Marie Rattazzi.
Rattazzi blev advokat i Casale och valdes 1848 till medlem i konungariket Sardiniens deputeradekammare. Hans politik var patriotisk och fientlig mot Österrike. Efter 1848 satt han i nästan alla ministärer. År 1848 blev han först undervisningsminister och därefter, i december samma år justitieminister och senare inrikesminister. 
År 1852 ingick han med sitt parti, den vänstra centern, ett förbund (ett så kallat connubio) med högra centern under Camillo di Cavour, med vars hjälp han samma år befordrades till kammarens president. I oktober 1853 inträdde han i Cavours kabinett som justitieminister och övertog i mars 1854 även inrikesministeriet. I januari 1858 tvingades han att lämna sin plats, eftersom han inte delade Cavours franskvänliga politik. 
För Italiens bästa fortsatte han dock att samarbeta med Cavour, och då denne avgick i juli 1859, efter fredspreliminärerna i Villafranca di Verona, efterträddes han som ministerpresident av Rattazzi, som i sin tur, redan i januari 1860, efterträddes av Cavour. Rattazzi bildade i mars 1862 efter Bettino Ricasolis fall en liberal ministär men förlorade folkets sympatier på grund av sitt inskridande vid Aspromonte mot Giuseppe Garibaldi vid dennes anfall mot Rom. Han tvingades därför att avgå i december 1862.
Efter Ricasolis andra fall, i april 1867, blev han åter ministerpresident och drev då igenom lagen om kyrkogodsens likvidation, men stupade åter på frågan om Kyrkostaten. Ställd mellan politiska hänsyn för Frankrikes vilja och undseende för folkets bifall till Garibaldis nya försök mot Rom, såg Rattazzi ingen annan utväg än att lämna sin befattning i oktober 1867, trots att han hade konungens personliga stöd. Han förblev dock vänsterns ledare fram till sin död.